# St. Peter GR
| GR ist das Kürzel für den Kanton Graubünden in der Schweiz. Es wird verwendet, um Verwechslungen mit anderen Einträgen des Namens St. Peter zu vermeiden. |

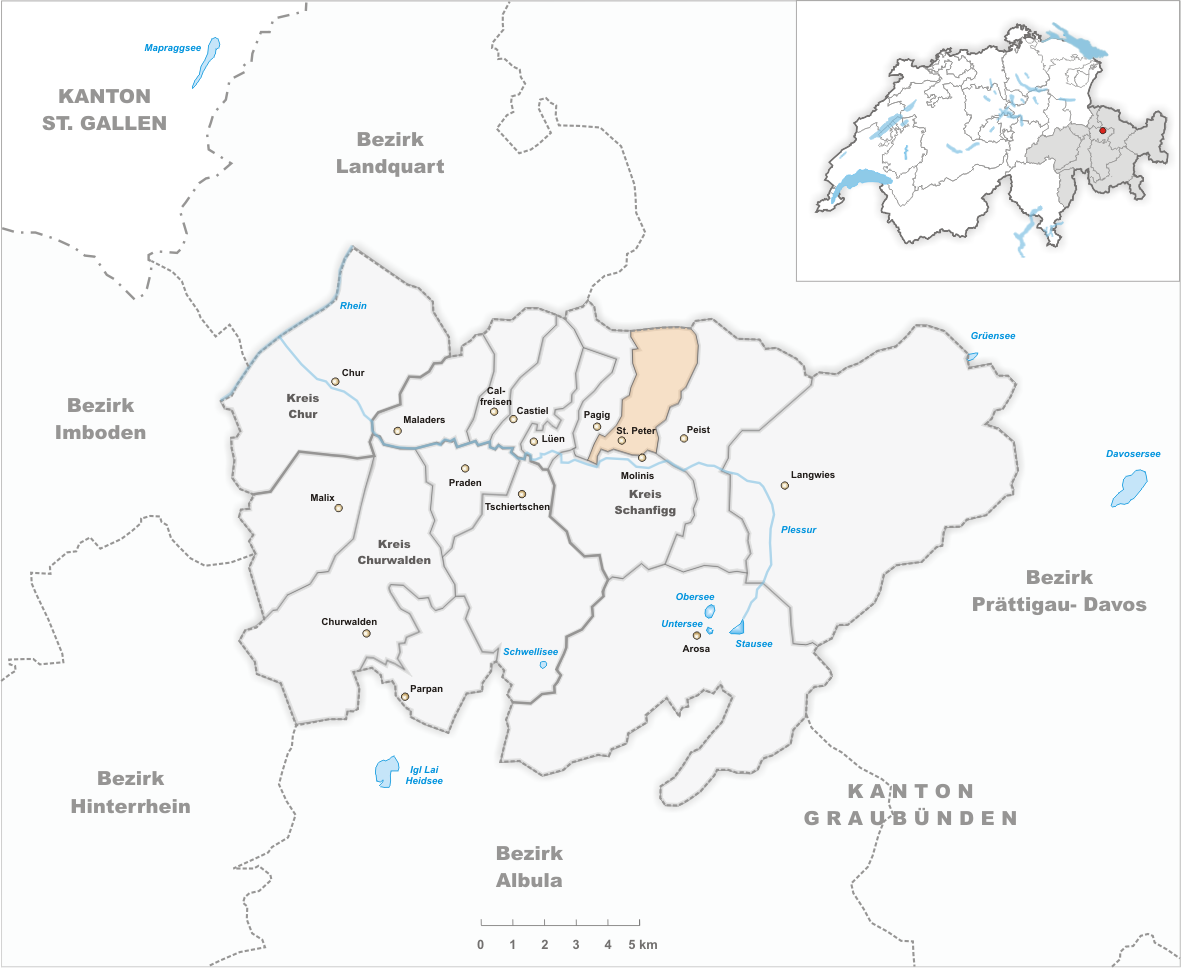
Gemeindestand vor der Fusion am 31. Dezember 2007

St. Peter ist eine Ortschaft in der Gemeinde Arosa im Kanton Graubünden. Bis 2007 war St. Peter eine selbständige Gemeinde. 2008 bis 2012 bildete St. Peter zusammen mit Pagig die Gemeinde St. Peter-Pagig.

## Geographie
St. Peter, neun Kilometer (Luftlinie) östlich von Chur auf der nördlichen Talseite des Schanfiggs gelegen, besteht aus mehreren Weilern an der Kantonsstrasse nach Arosa und zahlreichen Einzelgehöften. Die wichtigsten Weiler sind St. Peter (Westquartier mit der Kirche, 1253 m ü. M. und Ostquartier, 1259 m), Lavein (1274 m) und Cufa (1263 m). Oberhalb liegt Fatschél (1515 m), ein ehemaliges Maiensäss, das sich zum touristischen Zentrum der Gemeinde entwickelt hat und mittlerweile ganzjährig bewohnt ist.
Abgesehen von einem kleinen Zipfel ganz im Südwesten, wo das ehemalige Gemeindegebiet im Bereich der Bergnase Sandgrind an den Talfluss Plessur stiess, entschlossen sich St. Peter und die Nachbargemeinde Molinis, die gemeinsame Grenze entlang der 1914 eröffneten Bahnlinie Chur–Arosa festzulegen. Oberhalb davon erstreckte sich das Territorium als schmaler Streifen, im Westen durch Grosstobel und Pardieler Tobel begrenzt, im Osten die Schulter des Fatschazer Tobels mit einschliessend, bis hinauf zum Grat der Hochwangkette, wo der Cunggel (2416 m ü. M.) den höchsten Punkt der Gemeinde darstellte. Westlich davon bildet der Dängelstöck (2360 m ü. M.) die Grenze.
Vom gesamten Ortschaftsgebiet von 688 ha sind 420 ha landwirtschaftlich nutzbar, davon 350 ha Maiensässe. Ausserdem sind 207 ha von Wald und Gehölz bedeckt und 32 ha Gebirge. Das restliche Gemeindeareal waren die 29 ha Siedlungsfläche.

## Geschichte
Die Kirche St. Peter, Mutterkirche des von Romanen besiedelten äusseren Talabschnitts, wird urkundlich 831 als Besitz des Klosters Pfäfers erwähnt, das dort den Zehnten dreier Siedlungen bezog. 1137 wird der Ort als sancto Petro erwähnt. Bis gegen 1200 war die Gegend weitgehend ausgebaut. Die Burgstelle bei Lavein geht wohl auf die im 12. und 13. Jahrhundert bezeugten Herren von St. Peter zurück.
In den Drei Bünden gehörte der Ort als Nachbarschaft zur gleichnamigen Gerichtsgemeinde, auch Ausserschanfigg genannt. Nach und nach errichteten die übrigen Nachbarschaften eigene Kirchen, St. Peter behielt aber als Landsgemeindeplatz des Tales eine zentrale Bedeutung. Die Gerichtsgemeinde St. Peter entstand aus dem Zusammenschluss der unter der gleichen Hochgerichtsbarkeit stehenden Nachbarschaften St. Peter, Peist, Molinis, Pagig, Castiel, Lüen, Calfreisen und Maladers (bis ins Spätmittelalter beim Churer Vogteigericht). Landesherren dieser ehemals romanischsprachigen Orte des äusseren und mittleren Schanfigg waren als bischöfliche Lehensnehmer bis 1338 die Vazer. Ihnen folgten die Werdenberger, 1363 erstmals die Toggenburger. Hans de Cresta, Ammann von St. Peter, gehörte 1436, nach dem Tod des letzten Toggenburgers, zu den Mitbegründern des Zehngerichtenbundes. Neue Landesherren wurden ab 1437 die Montforter, nach 1471 die Matscher, ab 1479 Österreich, dem St. Peter einen Dreiervorschlag zur Wahl des Ammanns machen musste. Um 1530 wurde die Reformation eingeführt. Die romanische Sprache verschwand gegen 1570. Der Auskauf der österreichischen Herrschaftsrechte erfolgte 1652, der bischöflichen Lehensrechte 1657.
Die Gemeinden des ehemaligen Gerichts bildeten seit 1851 mit Langwies und Arosa den Kreis Schanfigg innerhalb des Bezirks Plessur. 1875 bis 1877 wurde die Talstrasse erbaut, 1914 die Station St. Peter-Molinis der Arosabahn sowie 1984 ein Skilift eröffnet. Wichtigste Erwerbsquellen waren die Viehwirtschaft und der Ackerbau (Hanf). Es besteht ein Kies- und Betonwerk.
St. Peter war eine eigenständige politische Gemeinde. 2008 vereinigte sie sich mit dem talauswärtigen Nachbarort Pagig zur Gemeinde St. Peter-Pagig.
Schon 2013 kam diese Gemeinde mitsamt weiteren Nachbargemeinden dann zu Arosa. Seither wird teils St. Peter als eigenständige Ortschaft geführt (laut Amtlichem Ortschaftenverzeichnis).
St. Peter war von 1851 an bis zu Beginn des 21. Jahrhunderts Austragungsort der Bsatzig im Schanfigg.

## Wappen
| Wappen von St. Peter GR | Blasonierung: «In Blau ein pfahlweise gestellter, gestürzter goldener (gelber) Schlüssel»                                                                                                  |
| Wappen von St. Peter GR | Der Schlüssel ist das Attribut des Heiligen Petrus, der der Patron der ältesten Pfarrkirche des Schanfiggs ist, und deutet auf den Namen der Gemeinde hin. Farben des Zehngerichtenbundes. |

## Bevölkerung
Bevölkerungsentwicklung
| Jahr          | 1808 | 1850 | 1900 | 1950 | 2000 | 2005 | 2007 |
| Einwohnerzahl | 197  | 108  | 115  | 161  | 154  | 163  | 168  |

Von den Ende 2004 156 Bewohnern waren 140 (= 90 %) Schweizer Staatsangehörige.

## Wirtschaft und Verkehr

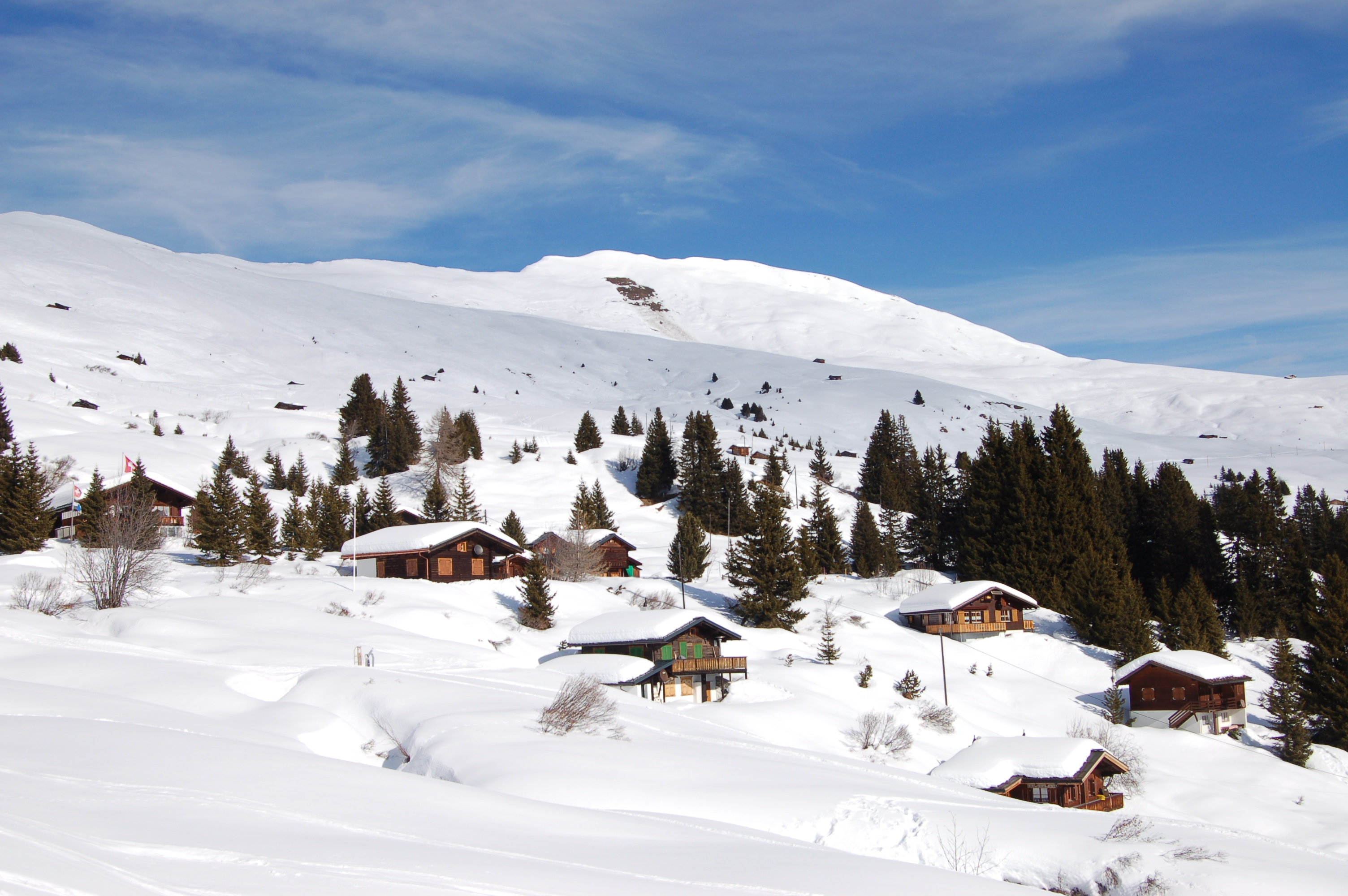
Skigebiet unterer Teil

St. Peter bildet das Zentrum des 20 km Skipiste aufweisenden Wintersportgebiets Hochwang. Es werden eine Sesselbahn ab der Talstation Fatschél und ein Schlepplift betrieben.
Mit Stand 2000–01 waren in der Land- und Forstwirtschaft 11 Personen beschäftigt, im gewerblichen Bereich 7 und im Dienstleistungssektor 26.
St. Peter ist durch die Station St. Peter-Molinis an der Bahnstrecke Chur–Arosa der Rhätischen Bahn sowie seit dem 5. Mai 1957 mit mehreren Haltestellen der heutigen Postautolinie Chur–Peist auf der Schanfiggerstrasse ans Netz des öffentlichen Verkehrs angeschlossen.

## Sehenswürdigkeiten

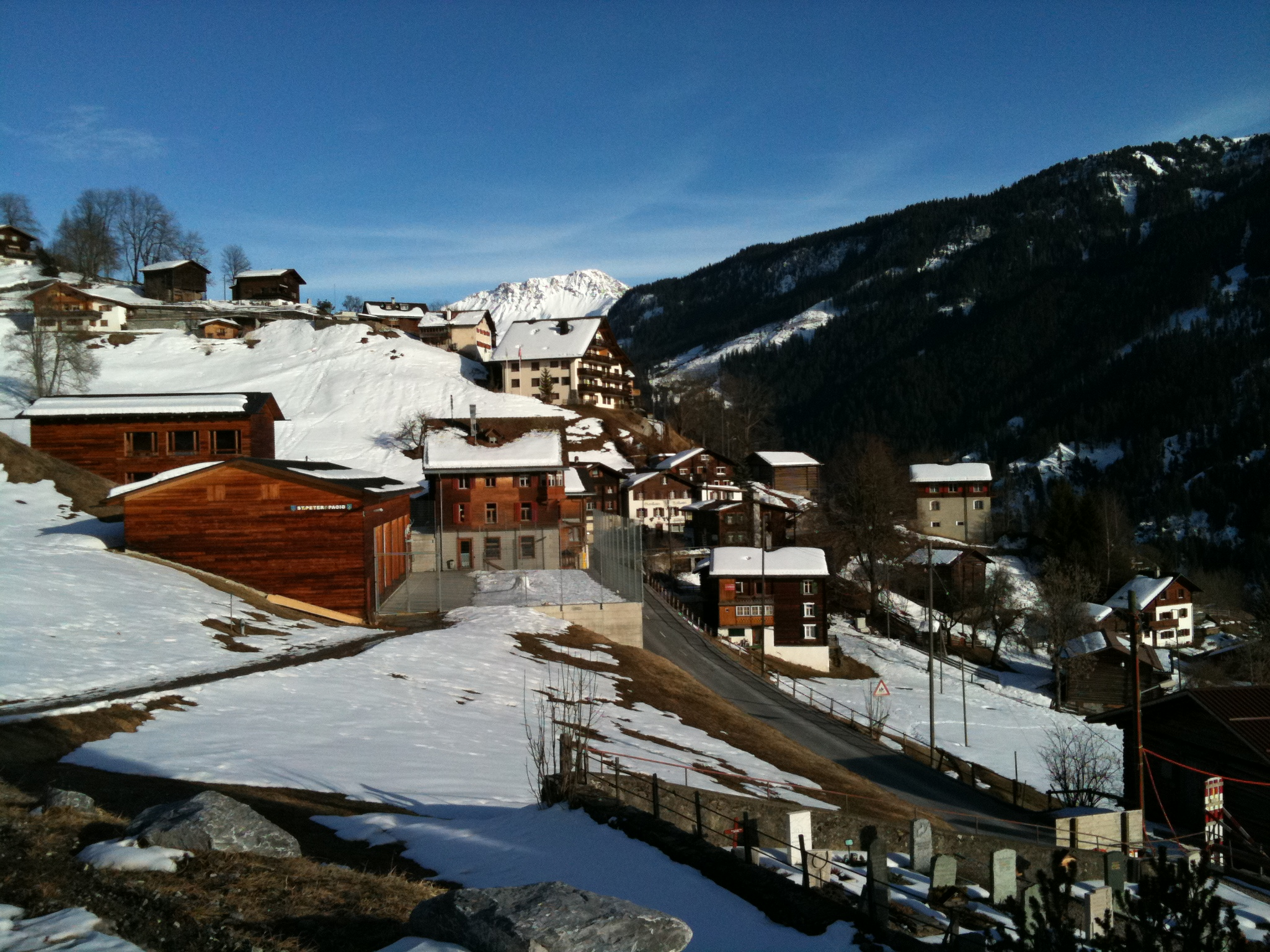
Blick auf Turnhalle und Gemeindehaus

Siehe auch: Liste der Kulturgüter in Arosa
- Wahrzeichen von St. Peter ist der massige Kirchturm, ehemals ein freistehender Wehrturm. Vom ersten Kirchenbau aus dem 9. Jahrhundert stammen noch Teile der Schiffsmauern, ihren heutigen Charakter mit polygonalem Chor und geschnitzter Holzdecke im Schiff erhielt die Kirche im 15. Jahrhundert. 1922 wurden Fresken freigelegt, die zwischen 1500 und 1510 entstanden sind[5].
- 1996–1999: Schulhaus, Mehrzweckhalle und Gemeindehaus, Architekt: Conradin Clavuot[6][7]